# SM UB-13
SM UB-13 – niemiecki okręt podwodny typu UB I zbudowany w stoczni AG Weser w Bremie w latach 1914-1915. Zwodowany 8 marca 1915 roku, wszedł do służby w Cesarskiej Marynarce Wojennej 6 kwietnia 1915 roku. W czasie 36 patroli UB-13 zatopił 11 statków nieprzyjaciele o łącznej pojemności 17 665 BRT oraz uszkodził jeden.

## Budowa
SM UB-13 należał do typu UB I. Był małym jednokadłubowym okrętem przeznaczonym do działań przybrzeżnych, o prostej konstrukcji; długości 28,1 metrów, wyporności w zanurzeniu 142 tony, zasięgu 1650 Mm przy prędkości 5 węzłów na powierzchni oraz 45 Mm przy prędkości 4 węzły w zanurzeniu.
Wymogiem przy projektowaniu tych okrętów była możliwość transportu koleją, dzięki temu część z nich została przetransportowana nad Adriatyk, gdzie operowały z baz austriackich, a część do baz na terenie Belgii. UB-13 został więc po wybudowaniu rozebrany na części i przewieziony koleją do Andwerpii, gdzie wodowany 8 marca 1915 roku, wszedł do służby w Cesarskiej Marynarce Wojennej 24 kwietnia 1915 roku w Flotylli Flandria (U-Bootflottille Flandern) operującej z Brugii.

## Służba
Pierwszym dowódcą został Walter Gustav Becker. Werner dowodził okrętem do 14 grudnia 1915 roku. Pod jego dowództwem UB-13 zatopił pierwszy statek nieprzyjaciela. 19 czerwca 1915 roku w czasie patrolu na Morzu Północnym UB-13 storpedował (6 mil na wschód od Aldeburgh) i zatopił brytyjski parowiec „Dulcie”. 27 lipca w ciągu kolejnego patrolu u wybrzeży Suffolk na wschód od Lowestoft UB-13 zatopił dwa brytyjskie kutry rybackie, a w dniu następnym jeszcze jeden.
15 grudnia 1915 roku nowym dowódcą okrętu został Karl Neumann. Neumann służył na UB-13 do początku marca 1916 roku. 1 marca 1916 roku w czasie patrolu u wybrzeży Suffolk, zatopił cztery brytyjskie łodzie rybackie.
12 marca 1916 roku ostatnim dowódcą okrętu został mianowany, dowodzący wcześniej SM UB-17, Oberleutnant zur See Arthur Metz. 16 marca 1916 roku w kanale La Manche UB-13 storpedował duński transatlantyk SS „Tubantia” o pojemności 13 911 BRT. Statek płynął w regularnym rejsie z Amsterdamu do Buenos Aires tylko z 80 pasażerami oraz z 294 członkami załogi pod neutralną flagą Danii. Po otrzymaniu ostrzeżenia, że w rejonie jego kursu operują niemieckie okręty podwodne, SS „Tubantia” zatrzymał się na pozycji 51.50 N, 02.49 E i zakotwiczył około 2:00 w nocy, w celu uniknięcia ataku na statku zostały zapalone wszystkie światła, co wskazywało na to, że jest to statek neutralny. Około 2:30 statek został trafiony torpedą wystrzeloną z UB-13 i zaczął tonąć. Po nadaniu sygnału SOS na pomoc tonącemu statkowi wyruszyły znajdujące się w pobliżu jednostki. Dzięki szybkiej akcji ratunkowej nie było ofiar.
31 marca w okolicach Southwold UB-13 zatopił brytyjski parowiec SS „Alacrity” (1080 BRT). W wyniku ataku torpedowego statek zatonął z cała czternastoosobową załogą.
23 kwietnia 1916 roku UB-13 wyszedł w 36., jak się okazało swój ostatni patrol. 24 kwietnia zaczepił o sieć holowaną przez brytyjski trawler „Gleaner of the Sea”, towarzyszący mu niszczyciel HMS „Afridi” wyrzucił bomby głębinowe, które prawdopodobnie trafiły UB-13.